# 太平村 (从化区)
太平村是中华人民共和国广东省广州市从化区太平镇所辖的一个行政村。村委会设在太平圩，位于太平圩北面，与太平镇政府相邻。太平村委会的前身是1957年划分的南星社和民星社。1958年实行人民公社化时，将其取名为太平大队。1983年12月改称太平乡，1987年1月改称村。辖12条自然村（黄庄、莫庄、邱庄、刘庄、渡头庄、锦记庄、西成、东成、油麻埔、狗眠地、蟹地、高田）。1998年时，全村共有530户，人口2496人。